# Estación de Salteras
Salteras es una estación de ferrocarril situada en el municipio español homónimo, en la provincia de Sevilla, comunidad autónoma de Andalucía. Forma parte de la línea C-5 de la red de Cercanías Sevilla operada por Renfe.

## Situación ferroviaria
Se encuentra en la línea férrea de ancho ibérico que une Sevilla con Huelva. Este trazado tenía como cabecera histórica la antigua estación de Sevilla-Plaza de Armas, siendo su actual cabecera la estación de mercancías de Sevilla-Majarabique.

## La estación
Fue inaugurada el 28 de marzo de 2011 sustituyendo a la antigua estación de Salteras. Dispone de dos andenes laterales de 200 metros de longitud a los que acceden dos vías, la principal y otra de apartado. El edificio para viajeros abarca una superficie total de 463,4 metros cuadrados. Es accesible gracias a rampas y escaleras. En el exterior cuenta con una zona de aparcamiento. Como curiosidad en el diseño arquitectónico se combina con los colores azules y blancos al haber un amplio horizonte en las vistas presentes en los alrededores. Las demás estaciones de nueva construcción siguen sus colores en el diseño exterior representando una temática. 

## Servicios ferroviarios

### Cercanías
Forma parte de la línea C-5 de la red de Cercanías Sevilla. La frecuencia media es de un tren cada 30-60 minutos.
| procedencia/destino | < estación                      | Línea | estación >           | destino/procedencia  |
| ------------------- | ------------------------------- | ----- | -------------------- | -------------------- |
| Benacazón           | Villanueva del Ariscal-Olivares |       | Valencina-Santiponce | Jardines de Hércules |